# Penguin Island (Südliche Shetlandinseln)
Penguin Island (spanisch Isla Pingüino), auch bekannt als Georges Island, ist eine der Südlichen Shetlandinseln in der Antarktis.

## Geographie
Die ovale Insel mit einem Durchmesser von 1,6 Kilometern liegt einen Kilometer südöstlich von Turret Point an der Südküste von King George Island und markiert den östlichen Eingang zur King George Bay. Der höchste Punkt der Insel ist der ruhende Schichtvulkan Deacon Peak mit 170 Metern Höhe. Im Nordosten gibt es einen Kratersee. Mit Ausnahme eines Strandabschnitts im Norden ist die Insel von einem niedrigen Kliff umgeben.
Penguin Island ist eine geologisch sehr junge Vulkaninsel, deren heutige Oberfläche wahrscheinlich erst in den letzten Jahrhunderten ausgeprägt wurde. Die letzte Eruption ereignete sich vermutlich im Jahr 1905.

## Geschichte
Penguin Island wurde im Jahre 1820 durch den britischen Entdecker Edward Bransfield entdeckt. Weil sehr viele Pinguine die Küste der Insel bevölkerten, benannte er sie nach ihnen.

## Flora und Fauna
Die Vegetation besteht hauptsächlich aus Flechten und Moosen. An höheren Arten kommen nur die Antarktische Schmiele und die Antarktische Perlwurz vor.
Auf der Insel brüten Zügel- und Adeliepinguine ebenso wie Riesensturmvögel, Antipodenseeschwalben, Dominikanermöwen und Skuas, wahrscheinlich auch Weißgesicht-Scheidenschnäbel und Buntfuß-Sturmschwalben. BirdLife International führte Penguin Island deshalb als Important Bird Area (ANT064). Diesen Status verlor die Insel aber nach dem Rückgang der Riesensturmvogelpopulation in den 2000er Jahren.
An flachen Küstenabschnitten sind häufig Südliche See-Elefanten und Weddellrobben anzutreffen.

## Tourismus
Penguin Island wird im Sommer regelmäßig von kleineren Kreuzfahrtschiffen (bis 200 Passagiere) angelaufen. Besucher gehen am flachen Nordufer an Land und besteigen den Deacon Peak oder besuchen die Kolonie der Zügelpinguine.